# Lidíadas de Megalópolis
Lidíades de Megalópolis foi um tirano de Megalópolis e estratego da Liga Aqueia.
Quando ele era tirano de Megalópolis, entregou Alipheira, cidade da Arcádia, para a Élida, em troca de algum serviço privado que recebeu.
Ele renunciou à tirania, deu aos cidadãos a liberdade, e aliou a cidade à Liga Aqueia. Lidíades renunciou à tirania antes da morte de Demétrio II da Macedônia, que financiava vários tiranos do Peloponeso; após a morte de Demétrio, Arato de Sicião pressionou vários outros tiranos, oferecendo vantagens e fazendo ameaças; Aristômaco, tirano de Argos, Xenon, tirano de Hermione (atual Ermioni) e Cleônimo, tirano de Fliunte foram alguns que reunciaram à tirania e uniram-se à democrática Liga Aqueia.
Lidíades tombou em batalha: quando Cleômenes III, rei de Esparta, tomou Leuctra da Liga Aqueia, Arato de Sicião deu combate, mas não permitiu que suas tropas cruzassem uma ravina para combater os espartanos; Lidíades, porém, avançou com sua cavalaria para um local desfavorável, e foi morto pelos mercenários tarentinos e cretenses de Cleômenes. Segundo Políbio, o local onde Lidíades caiu se chamada Ladoceia, no território de Megalópolis.
Cleômenes arrumou o corpo morto de Lidíades com uma roupa púrpura e uma coroa, e enviou-o desta forma para Megalópolis.